# 福井県道12号武生停車場線

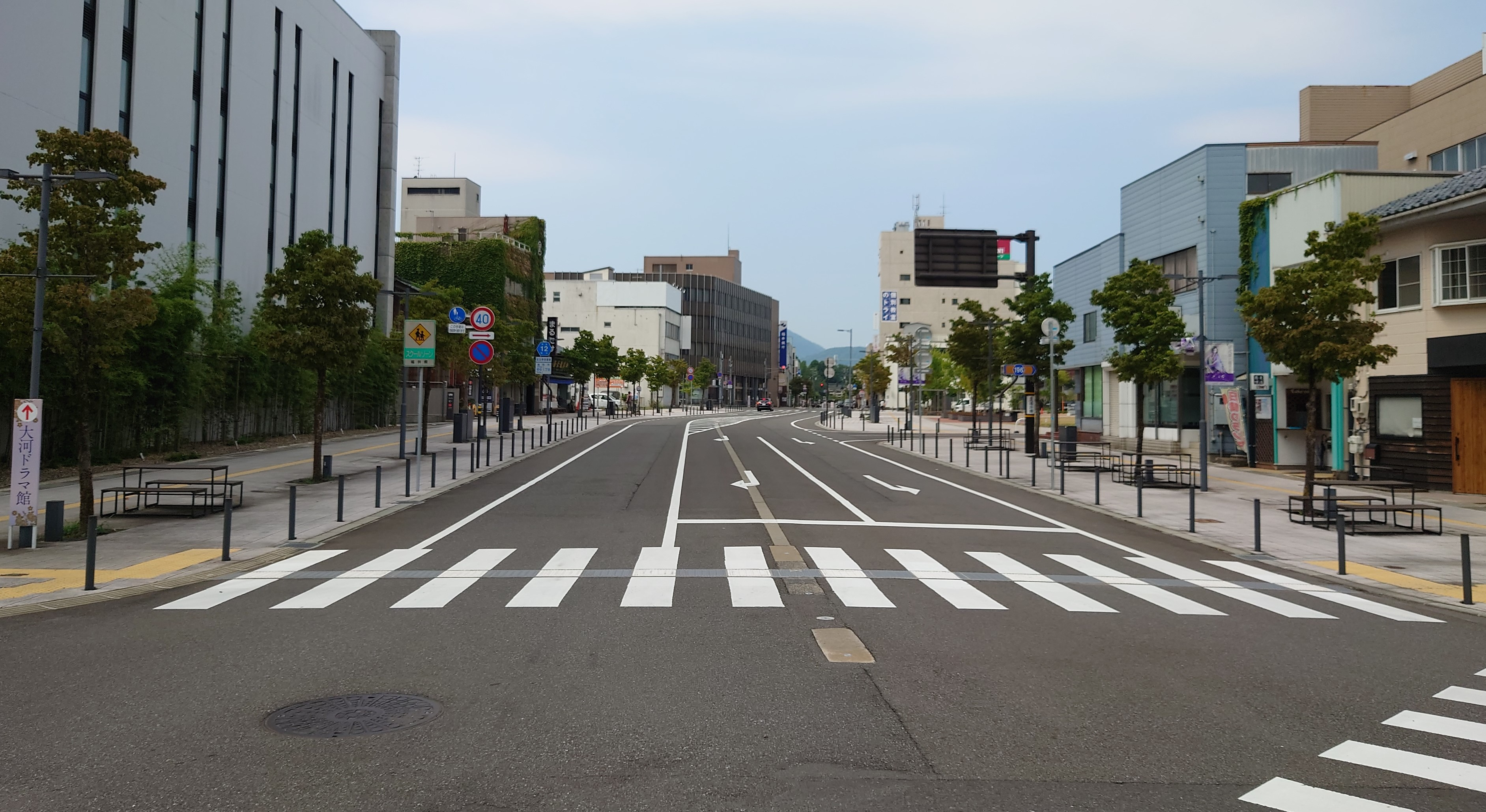
武生駅付近（2024年9月）

福井県道12号武生停車場線（ふくいけんどう12ごうたけふていしゃじょうせん）は、福井県越前市を通る主要地方道（福井県道）である。

## 概要

### 路線データ
- 起点 : 福井県越前市府中（武生停車場）
- 終点 : 福井県越前市神明町

## 歴史
- 1954年（昭和29年）1月20日 - 建設省（現・国土交通省）が武生停車場と主要地方道武生木之本線[1]を結ぶ主要地方道として指定。
- 1993年（平成5年）5月11日 - 建設省から、主要県道武生停車場線が武生停車場線として主要地方道に指定される[2]。
- 2020年（令和2年）4月1日 - 越前市内における国道365号の経路大幅変更により同市武生市街地を通る旧国道経路の多くが越前市へ移管となったが、福井県管理のまま残しかつ他の県道と重複していない一部区間を編入する形で本路線終点を蓬莱町の旧国道交点から神明町の主要地方道同士の交点へ変更し延伸。
- 2021年（令和3年） 武生駅 - 越前市役所西の再整備により、中央分離帯を撤去のうえ車道を4車線から2車線へ縮小し歩道を拡幅。

## 地理

### 通過する自治体
- 越前市

### 交差する道路
- 福井県道196号北吾妻武生新停車場線（越前市府中一丁目・武生停車場、起点）
- 福井県道190号小曽原武生線（越前市蓬莱町・蓬莱交差点）
- 福井県道19号武生米ノ線（越前市神明町、終点）

### 沿線にある施設など
- ハピラインふくい線 武生駅
- 越前市役所
- 蔵の辻